# Bourguignon-sous-Montbavin

Bourguignon-sous-Montbavin este o comună în departamentul Aisne din nordul Franței. În 1 ianuarie 2022 avea o populație de 146 de locuitori.